# Sex du Parc aux Feyes
Sex du Parc aux Feyes är en bergstopp i Schweiz. Den ligger i distriktet Aigle och kantonen Vaud, i den sydvästra delen av landet, 70 km sydväst om huvudstaden Bern. Toppen på Sex du Parc aux Feyes är 1 865 meter över havet.